# Дядьковська
Дядьковська — станиця в Корєновському районі Краснодарського краю. Центр Дядьковского сільського поселення.
Населення — 4,45 тис. мешканців (2002).
Станиця розташована на берегах Лівого Бейсужка, у степовій зоні, у 18-ти км північно-західніше міста Корєновськ.
Дядьківське куріне селище — одне з перших сорока, заснованих на Кубані чорноморськими козаками.
За даними 1882 року в станиці Дядьковській проживало 2034 особи (1004 чоловічої статі та 1030 — жіночої), налічувалось 285 дворових господарств. Народність жителів — малороси.

## Відомі люди
У 1918 році через станицю проходили учасники Першого Кубанського походу, у складі яких був важко поранений Михайло Фесенко — майбутній шевченкознавець та релігійний і громадський діяч у Канаді. Через поранення товариші залишили Михайла у станиці, де місцеві мешканці допомогли йому переховатись від більшовиків.